# Sportclub Westfalia 1904 Herne 1977-1978
Questa voce raccoglie le informazioni riguardanti lo Sportclub Westfalia 1904 Herne nelle competizioni ufficiali della stagione 1977-1978.

## Stagione
Nella stagione 1977-1978 il Westfalia Herne, allenato da Ivan Horvat e Peter Stubbe, concluse il campionato di 2. Bundesliga al 12º posto. In Coppa di Germania il Westfalia Herne fu eliminato agli ottavi di finale dal Schwarz-Weiß Essen.

## Rosa
| N. |                      | Ruolo | Calciatore          |
| -- | -------------------- | ----- | ------------------- |
|    | Germania (bandiera)  | P     | Hans-Jürgen Bradler |
|    | Germania (bandiera)  | P     | Lothar Matuschak    |
|    | Danimarca (bandiera) | D     | Søren Busk          |
|    | Germania (bandiera)  | D     | Hartmut Fromm       |
|    | Ungheria (bandiera)  | D     | László Harsányi     |
|    | Germania (bandiera)  | D     | Klaus Kacmierczak   |
|    | Germania (bandiera)  | D     | Günter Kuczinski    |
|    | Germania (bandiera)  | D     | Klaus-Peter Kudella |
|    | Germania (bandiera)  | D     | Werner Lappeneit    |
|    | Germania (bandiera)  | D     | Franz-Josef Laufer  |
|    | Germania (bandiera)  | D     | Hugo Lütkebohmert   |

| N. |                     | Ruolo | Calciatore           |
| -- | ------------------- | ----- | -------------------- |
|    | Germania (bandiera) | D     | Bernhard Ochmann     |
|    | Germania (bandiera) | C     | Herbert Bals         |
|    | Germania (bandiera) | C     | Hans-Günter Etterich |
|    | Germania (bandiera) | C     | Lutz Gerresheim      |
|    | Germania (bandiera) | C     | Reinhard Klose       |
|    | Germania (bandiera) | C     | Klaus Scheer         |
|    | Germania (bandiera) | C     | Hartmut Sinnigen     |
|    | Germania (bandiera) | A     | Karl-Heinz Brücken   |
|    | Germania (bandiera) | A     | Norbert Elgert       |
|    | Germania (bandiera) | A     | Rainer Fischer       |
|    | Germania (bandiera) | A     | Uwe Höfer            |

## Organigramma societario
Area tecnica
- Allenatore: Peter Stubbe
- Allenatore in seconda:
- Preparatore dei portieri:
- Preparatori atletici:

## Calciomercato

### Sessione estiva
| Acquisti | Acquisti           | Acquisti           | Acquisti |
| R.       | Nome               | da                 | Modalità |
| -------- | ------------------ | ------------------ | -------- |
| D        | Hartmut Fromm      | Bochum             |          |
| A        | Rainer Fischer     | Wacker 04 Berlino  |          |
| A        | Uwe Höfer          | Schalke 04         |          |
| D        | Franz-Josef Laufer | Schwarz-Weiß Essen |          |
| C        | Klaus Scheer       | Kaiserslautern     |          |

| Cessioni | Cessioni          | Cessioni             | Cessioni |
| R.       | Nome              | a                    | Modalità |
| -------- | ----------------- | -------------------- | -------- |
| A        | Hans-Joachim Abel | Bochum               |          |
| D        | Peter Cordes      | Borussia Neunkirchen |          |
| C        | Reinhold Deus     | Erkenschwick         |          |

### Sessione invernale
| Acquisti | Acquisti | Acquisti | Acquisti |
| R.       | Nome     | da       | Modalità |
| -------- | -------- | -------- | -------- |

| Cessioni | Cessioni     | Cessioni   | Cessioni |
| R.       | Nome         | a          | Modalità |
| -------- | ------------ | ---------- | -------- |
| C        | Albert Leder | Bayern Hof |          |

## Risultati

### 2. Bundesliga

#### Girone di andata
| Arbitro: | Wuttke |

|                  |           |          |
| Brücken 19’, 58’ | Marcatori | 73’ Bals |

| Arbitro: | Ebner |

|                      |           |  |
| Abel 5’ Bals 7’, 65’ | Marcatori |  |

| Arbitro: | Eggers |

|                      |           |  |
| Klose 47’ Mrosko 89’ | Marcatori |  |

| Arbitro: | Ohmsen |

|                   |           |  |
| Bals 22’ Abel 25’ | Marcatori |  |

| Arbitro: | Heitmann |

|                          |           |  |
| Schmeinck 60’ Figura 70’ | Marcatori |  |

| Arbitro: | Filipiak |

|  |           |                          |
|  | Marcatori | 10’ Brinkmann 83’ Funkel |

| Arbitro: | Pauly |

|                      |           |              |
| Kuczinski 35’ (aut.) | Marcatori | 75’ Etterich |

| Arbitro: | Glasneck |

|                                              |           |           |
| Harsányi 56’ (rig.) Ochmann 62’ Sinnigen 89’ | Marcatori | 41’ Greif |

| Arbitro: | Horeis |

|                    |           |             |
| Baake 15’ Kehr 90’ | Marcatori | 76’ Ochmann |

| Arbitro: | Marchefka |

|          |           |  |
| Abel 73’ | Marcatori |  |

| Arbitro: | Schmidt |

|                              |           |                                    |
| Petković 13’ (rig.) Wolf 39’ | Marcatori | 40’ (rig.) Harsányi 82’ Gerresheim |

| Arbitro: | Kaiser |

|                            |           |                                                  |
| Ochmann 48’ Gerresheim 75’ | Marcatori | 15’ Drong 43’ Pagelsdorf 64’, 87’ (rig.) Lüttges |

| Arbitro: | Meijerink |

|                           |           |                      |
| Klausmann 27’ Mattner 73’ | Marcatori | 52’ Brücken 85’ Bals |

| Arbitro: | Waltert |

|             |           |                          |
| Brücken 72’ | Marcatori | 57’ Pallaks 74’ Dzieciol |

| Arbitro: | Richter |

|                          |           |  |
| Sinnigen 68’ Ochmann 90’ | Marcatori |  |

| Arbitro: | Ebner |

|                        |           |                            |
| Schmitt 33’ Horsch 53’ | Marcatori | 42’ Gerresheim 70’ Ochmann |

| Arbitro: | Winkler |

|              |           |            |
| Sinnigen 59’ | Marcatori | 75’ Hayduk |

| Arbitro: | Zittrich |

|                         |           |              |
| Graul 43’ Goll 50’, 74’ | Marcatori | 60’ Sinnigen |

| Arbitro: | Boe |

|                              |           |                         |
| Bals 16’, 53’ Gerresheim 17’ | Marcatori | 63’ Brexendorf 74’ Amiq |

#### Girone di ritorno
| Arbitro: | Ahlenfelder |

|                                     |           |            |
| Bals 5’ Höfer 38’, 43’ Etterich 89’ | Marcatori | 82’ Herzog |

| Lüdenscheid 14 gennaio 1978 21ª giornata | Rot-Weiß Lüdenscheid | 0 – 0 referto | Westfalia Herne | Stadion Nattenberg (6 000 spett.)\| Arbitro: \| Marchefka \| |
| Arbitro:                                 | Marchefka            |               |                 |                                                              |

| Arbitro: | Wippker |

|                |           |                                           |
| Höfer 26’, 79’ | Marcatori | 35’ (rig.) Mrosko 60’ Bebensee 72’ Krüger |

| Arbitro: | Gabriel |

|           |           |                |
| Ehmke 34’ | Marcatori | 13’, 70’ Höfer |

| Arbitro: | Osmers |

|                    |           |          |
| Höfer 48’ Busk 54’ | Marcatori | 9’ Runge |

| Arbitro: | Rieb |

|                                       |           |          |
| Götz 15’, 89’ Mattsson 52’ Hansel 58’ | Marcatori | 72’ Busk |

| Arbitro: | Niemann |

|  |           |          |
|  | Marcatori | 72’ Bone |

| Arbitro: | Richter |

|               |           |                      |
| Greif 7’, 82’ | Marcatori | 2’ Höfer 42’ Brücken |

| Arbitro: | Horstmann |

|                       |           |  |
| Bals 43’ Sinnigen 58’ | Marcatori |  |

| Arbitro: | Barnick |

|                       |           |           |
| Hartl 30’ Plücken 82’ | Marcatori | 89’ Höfer |

| Herne (Germania) 18 marzo 1978 30ª giornata | Westfalia Herne | 0 – 0 referto | Preußen Münster | Stadion am Schloss Strünkede (5 000 spett.)\| Arbitro: \| Pauly \| |
| Arbitro:                                    | Pauly           |               |                 |                                                                    |

| Arbitro: | Lins |

|             |           |                   |
| Lüttges 22’ | Marcatori | 13’, 33’ Sinnigen |

| Arbitro: | Zittrich |

|          |           |               |
| Bals 60’ | Marcatori | 31’ Klausmann |

| Arbitro: | Möller |

|                              |           |  |
| Laube 10’ Bittner 84’ (rig.) | Marcatori |  |

| Arbitro: | Winkler |

|                             |           |  |
| Moors 2’ (rig.) Köstner 77’ | Marcatori |  |

| Arbitro: | Burgers |

|                 |           |            |
| Scheer 17’, 51’ | Marcatori | 85’ Horsch |

| Arbitro: | Horeis |

|                                  |           |  |
| Lausen 7’ Pröpper 21’ Hermes 75’ | Marcatori |  |

| Arbitro: | Hennig |

|                       |           |                          |
| Brücken 8’ Scheer 46’ | Marcatori | 37’ Mödrath 63’ Fritsche |

| Arbitro: | Lins |

|                       |           |                      |
| Schnaars 22’ Amiq 80’ | Marcatori | 68’ Bals 70’ Brücken |

### Coppa di Germania
| Arbitro: | Wuttke |

|                                                         |           |            |
| Scheer 5’, 44’ Abel 24’, 63’ Ochmann 41’ Gerresheim 75’ | Marcatori | 22’ Notzen |

| Arbitro: | Roth |

|                |           |                           |
| Hochheimer 82’ | Marcatori | 17’, 59’ Bals 67’ Ochmann |

| Arbitro: | Kaiser |

|              |           |                                               |
| Elfering 22’ | Marcatori | 11’, 58’ Abel 33’ Gerresheim 62’, 72’ Brücken |

| Essen 19 novembre 1977 Ottavi di finale | Schwarz-Weiß Essen | 0 – 0 (d.t.s.) referto | Westfalia Herne | Grugastadion (1 500 spett.)\| Arbitro: \| Meuser \| |
| Arbitro:                                | Meuser             |                        |                 |                                                     |

| Arbitro: | Stäglich |

|  |           |            |
|  | Marcatori | 8’ Mattner |

## Statistiche

### Statistiche di squadra
| Competizione      | Punti | In casa | In casa | In casa | In casa | In casa | In casa | In trasferta | In trasferta | In trasferta | In trasferta | In trasferta | In trasferta | Totale | Totale | Totale | Totale | Totale | Totale | DR  |
| Competizione      | Punti | G       | V       | N       | P       | Gf      | Gs      | G            | V            | N            | P            | Gf           | Gs           | G      | V      | N      | P      | Gf     | Gs     | DR  |
| ----------------- | ----- | ------- | ------- | ------- | ------- | ------- | ------- | ------------ | ------------ | ------------ | ------------ | ------------ | ------------ | ------ | ------ | ------ | ------ | ------ | ------ | --- |
| 2. Bundesliga     | 35    | 19      | 10      | 4       | 5       | 33      | 22      | 19           | 2            | 7            | 10           | 20           | 37           | 38     | 12     | 11     | 15     | 53     | 59     | -6  |
| Coppa di Germania | -     | 2       | 1       | 0       | 1       | 6       | 2       | 3            | 2            | 1            | 0            | 8            | 2            | 5      | 3      | 1      | 1      | 14     | 4      | +10 |
| Totale            | 35    | 21      | 11      | 4       | 6       | 39      | 24      | 22           | 4            | 8            | 10           | 28           | 39           | 43     | 15     | 12     | 16     | 67     | 63     | +4  |

### Andamento in campionato
| Giornata  | 1  | 2 | 3  | 4  | 5  | 6  | 7  | 8  | 9  | 10 | 11 | 12 | 13 | 14 | 15 | 16 | 17 | 18 | 19 | 20 | 21 | 22 | 23 | 24 | 25 | 26 | 27 | 28 | 29 | 30 | 31 | 32 | 33 | 34 | 35 | 36 | 37 | 38 |
| --------- | -- | - | -- | -- | -- | -- | -- | -- | -- | -- | -- | -- | -- | -- | -- | -- | -- | -- | -- | -- | -- | -- | -- | -- | -- | -- | -- | -- | -- | -- | -- | -- | -- | -- | -- | -- | -- | -- |
| Luogo     | T  | C | T  | C  | T  | C  | T  | C  | T  | C  | T  | C  | T  | C  | C  | T  | C  | T  | C  | C  | T  | C  | T  | C  | T  | C  | T  | C  | T  | C  | T  | C  | T  | T  | C  | T  | C  | T  |
| Risultato | P  | V | P  | V  | P  | P  | N  | V  | P  | V  | N  | P  | N  | P  | V  | N  | N  | P  | V  | V  | N  | P  | V  | V  | P  | P  | N  | V  | P  | N  | V  | N  | P  | P  | V  | P  | N  | N  |
| Posizione | 16 | 8 | 14 | 10 | 14 | 15 | 16 | 13 | 15 | 12 | 11 | 14 | 15 | 17 | 14 | 14 | 13 | 16 | 13 | 12 | 12 | 12 | 12 | 10 | 11 | 14 | 13 | 10 | 11 | 13 | 10 | 11 | 12 | 15 | 11 | 13 | 13 | 12 |

Legenda:

Luogo: C = Casa; T = Trasferta. Risultato: V = Vittoria; N = Pareggio; P = Sconfitta.

### Statistiche dei giocatori
| Giocatore       | 2. Bundesliga | 2. Bundesliga | 2. Bundesliga | 2. Bundesliga | Coppa di Germania | Coppa di Germania | Coppa di Germania | Coppa di Germania | Totale   | Totale | Totale      | Totale     |
| Giocatore       | Presenze      | Reti          | Ammonizioni   | Espulsioni    | Presenze          | Reti              | Ammonizioni       | Espulsioni        | Presenze | Reti   | Ammonizioni | Espulsioni |
| --------------- | ------------- | ------------- | ------------- | ------------- | ----------------- | ----------------- | ----------------- | ----------------- | -------- | ------ | ----------- | ---------- |
| H. Abel         | 11            | 3             | 2             | 0             | 3                 | 4                 | 0                 | 0                 | 14       | 7      | 2           | 0          |
| H. Bals         | 38            | 11            | 3             | 0             | 5                 | 2                 | 1                 | 0                 | 43       | 13     | 4           | 0          |
| H. Bradler      | 30            | 0             | 0             | 0             | 4                 | 0                 | 0                 | 0                 | 34       | 0      | 0           | 0          |
| K. Brücken      | 33            | 5             | 2             | 0             | 4                 | 2                 | 0                 | 0                 | 37       | 7      | 2           | 0          |
| S. Busk         | 38            | 2             | 1             | 0             | 5                 | 0                 | 0                 | 0                 | 43       | 2      | 1           | 0          |
| N. Elgert       | 0             | 0             | 0             | 0             | 0                 | 0                 | 0                 | 0                 | 0        | 0      | 0           | 0          |
| H. Etterich     | 32            | 2             | 5             | 0             | 5                 | 0                 | 1                 | 0                 | 37       | 2      | 6           | 0          |
| R. Fischer      | 10            | 0             | 0             | 0             | 3                 | 0                 | 0                 | 0                 | 13       | 0      | 0           | 0          |
| H. Fromm        | 19            | 0             | 1             | 0             | 1                 | 0                 | 0                 | 0                 | 20       | 0      | 1           | 0          |
| L. Gerresheim   | 31            | 4             | 3             | 0             | 5                 | 2                 | 0                 | 0                 | 36       | 6      | 3           | 0          |
| L. Harsányi     | 19            | 2             | 0             | 0             | 4                 | 0                 | 0                 | 0                 | 23       | 2      | 0           | 0          |
| U. Höfer        | 19            | 9             | 2             | 0             | 0                 | 0                 | 0                 | 0                 | 19       | 9      | 2           | 0          |
| K. Kacmierczak  | 12            | 0             | 1             | 0             | 2                 | 0                 | 0                 | 0                 | 14       | 0      | 1           | 0          |
| R. Klose        | 2             | 0             | 0             | 0             | 0                 | 0                 | 0                 | 0                 | 2        | 0      | 0           | 0          |
| G. Kuczinski    | 24            | 0             | 1             | 0             | 1                 | 0                 | 0                 | 0                 | 25       | 0      | 1           | 0          |
| K. Kudella      | 0             | 0             | 0             | 0             | 0                 | 0                 | 0                 | 0                 | 0        | 0      | 0           | 0          |
| W. Lappeneit    | 4             | 0             | 0             | 0             | 0                 | 0                 | 0                 | 0                 | 4        | 0      | 0           | 0          |
| F. Laufer       | 33            | 0             | 1             | 0             | 4                 | 0                 | 0                 | 0                 | 37       | 0      | 1           | 0          |
| A. Leder        | 3             | 0             | 0             | 0             | 1                 | 0                 | 0                 | 0                 | 4        | 0      | 0           | 0          |
| H. Lütkebohmert | 16            | 0             | 1             | 0             | 2                 | 0                 | 0                 | 0                 | 18       | 0      | 1           | 0          |
| L. Matuschak    | 9             | 0             | 0             | 0             | 1                 | 0                 | 0                 | 0                 | 10       | 0      | 0           | 0          |
| B. Ochmann      | 16            | 5             | 0             | 0             | 5                 | 2                 | 0                 | 0                 | 21       | 7      | 0           | 0          |
| K. Scheer       | 31            | 3             | 4             | 0             | 5                 | 2                 | 0                 | 0                 | 36       | 5      | 4           | 0          |
| H. Sinnigen     | 38            | 7             | 5             | 0             | 4                 | 0                 | 0                 | 0                 | 42       | 7      | 5           | 0          |